# Mater dolorosa
Mater dolorosa er en fransk stumfilm fra 1917 af Abel Gance.

## Medvirkende
- Emmy Lynn som Marthe Berliac
- Armand Tallier som Claude Berliac
- Anthony Gildès som Jean
- Firmin Gémier som Dr. Gilles Berliac
- Antonin Carène som Berliac